# Gomphrena potosiana
Gomphrena potosiana là loài thực vật có hoa thuộc họ Dền. Loài này được Suess. & Benl mô tả khoa học đầu tiên năm 1950.